# Haus Hoetger

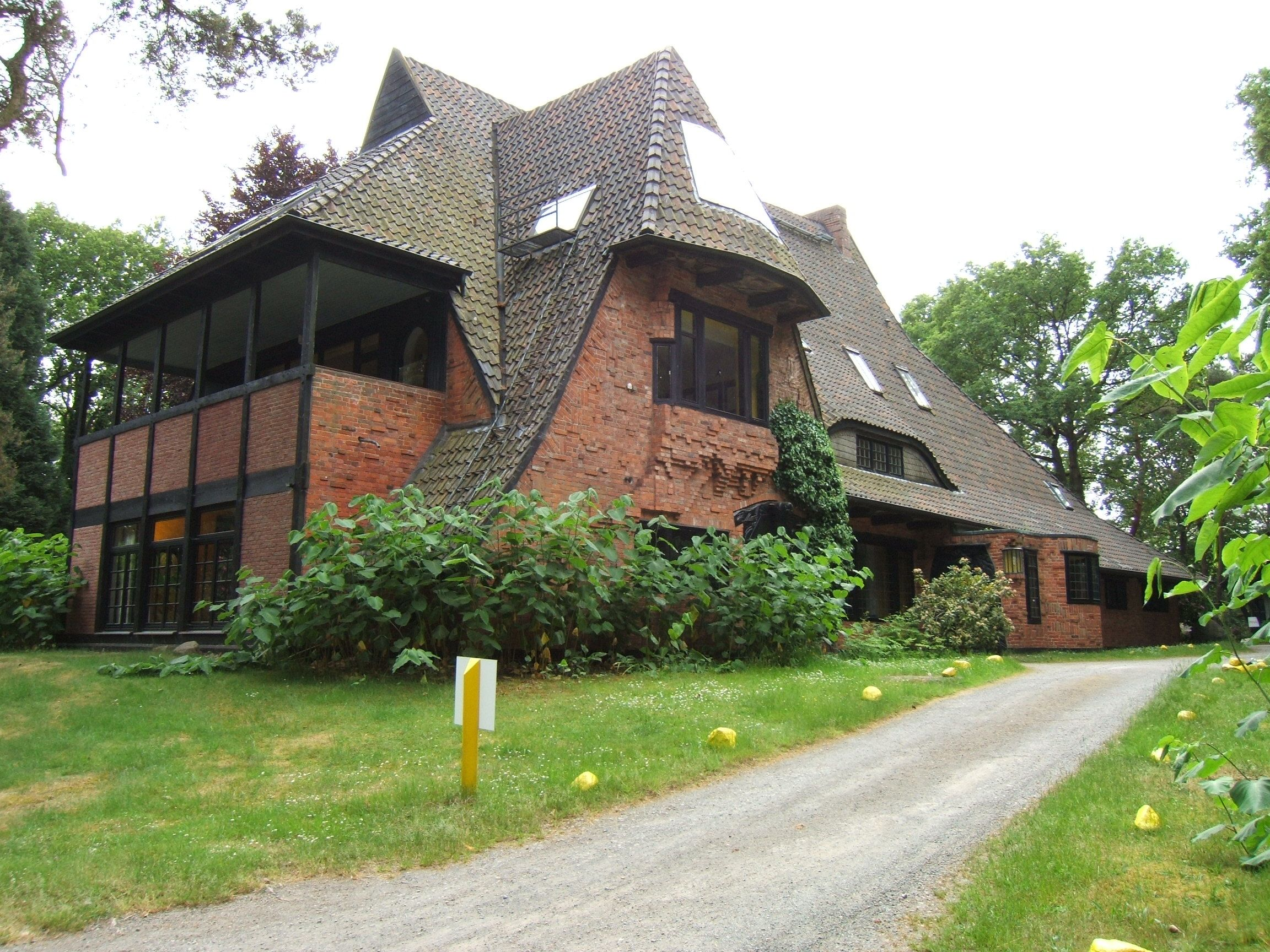
Haus Hoetger, Ost- und Nordfassade (2008)

Das Haus Hoetger, Hinterm Berg 14, am südlichen Hang des Weyerbergs in der niedersächsischen Gemeinde Worpswede, wurde im ersten Drittel des 20. Jahrhunderts gebaut. Aktuell (2025) wird es zum Wohnen und auch durch Ferienwohnungen genutzt.
Das Gebäude steht unter Denkmalschutz (siehe auch Liste der Baudenkmale in Worpswede).

## Geschichte und Beschreibung

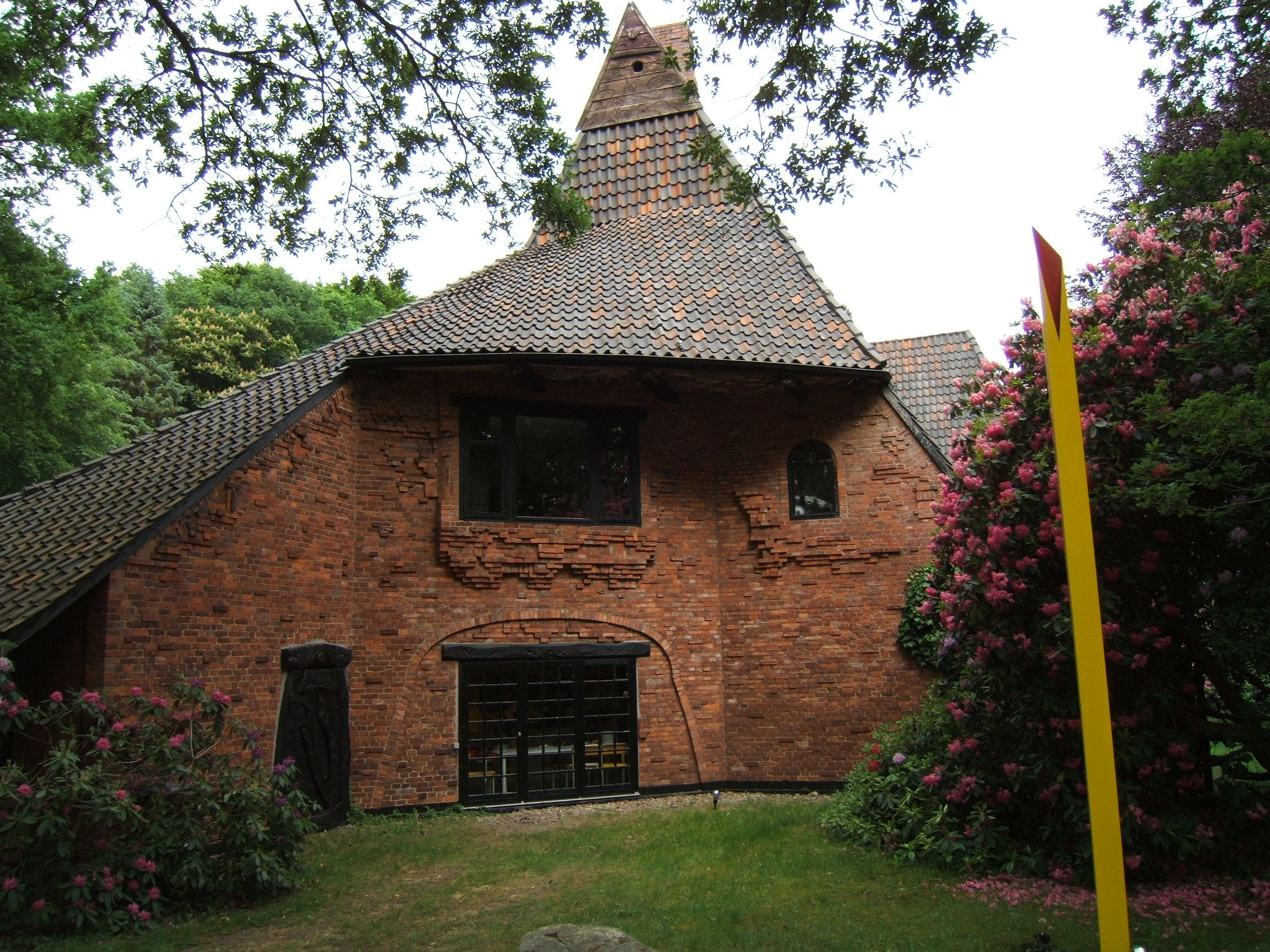
Westfassade (2008)

Das ein- und zweigeschossige traufständige Gebäude in Backstein, auf unregelmäßigem Grundriss mit ziegeldedeckten differenzierten Dächern wurde 1922 nach Plänen von Bernhard Hoetger als sein zweites Wohnhaus und Atelier gebaut. Mit dem eigenwillig gegliederten und im Detail durchgeformten Haus verwirklichte er erstmals seinen expressionistischen Stil zu einer organischen Einheit. Die Außenwände sind geschmückt mit unregelmäßigen Backsteinreliefs und Holzteilen in geschwungenen Formen, teilweise geschnitzt. Die Unterseite des Dachüberstands wurde bemalt und die Eingangstüren sind teils geschnitzt.
Bis 1929 bewohnte Hoetger das Haus. Einige Familien folgten, darunter Osthaus und danach eine Künstlerfamilie. Das kreative Haus wurde um 2015 umfassend saniert, auch mit Hilfe der Deutschen Stiftung Denkmalschutz. Das Haus ist privat und nicht öffentlich zugänglich. Drei Mietparteien wohnen hier und der Veranstaltungsbereich wird vermietet.
Das Landesdenkmalamt befand u. a.: „… eigenen Formensprache: Architektur, Bauskulptur, Malerei, die Innenausstattung sowie die umgebende Landschaft sind dabei als Gesamtkunstwerk gestaltet … .“
1914 zog der Architekt Hoetger nach Worpswede und verbrachte hier mehrere Jahre. Er prägte die Architektur des Ortes und entwarf in Worpswede das Landhaus Brunnenhof (1914), den Niedersachsenstein (1921), die Töpferei (1921), die Kunsthütte (1921), Haus Hoetger (1922), das Kaffee Worpswede (1925), das Gästehaus (1926) und die Große Kunstschau Worpswede (1927).